# Златно съкровище от Над Сент Миклош
Надсентмѝклошкото златно съкровище е открито през 1799 г. край град Над Сент Миклош, днес в Румъния с румънизирано име Сънниколау Маре (Sânnicolau Mare – Голям Свети Никола).
Намерено е случайно от работник на братята преселници от България Христо и Кирил Накови. Братята го подаряват на император Йосиф II, за което получават благородническа титла по тогавашното име на града Надсентмиклош. Точно копие на съкровището се съхранява в Националния исторически музей, София.
Съкровището е изложено Музея на историята на изкуството във Виена, анотирано като прабългарско и отнесено към IX век. Други изследователи предполагат аварски или печенежки произход.

## Находка
Съкровището се състои от 23 съда с общо тегло около 10 килограма. 8 от тях са изработени от 22-каратово злато. Съд № 18 е от 21½ карата, а ритонът (№ 17) е от 12 карата.

### Предмети
6 съда представляват кани с яйцевидно тяло и сравнително дълга шия, разширяваща се при гърлото. Имали са дръжки, запазени изцяло при № 1 и № 6. Вероятно са били предназначени за вино. Кани с подобна форма са срещани в изкуството на Римската империя, Китай, Сибир и Южна Русия. Не са характерни за персийското (иранското) изкуство.
Някои керамични кани от некропола край Нови пазар са с форма, много близка до тези от Над Сент Миклош. По-особена е кана № 7, която е с леко сплескана форма, срещана във византийското изкуство. Съд № 8 е фиала с елипсовидна форма и широка къса дръжка. Характерна е за античното изкуство. Съдове № 9, 10, 20 и 21 са тасове. Канчета № 11 и 12 са с форма, срещана в прабългарските и аварските находки. Купите с животинска форма (№ 13, 14 и 18) водят произхода си от персийското изкуство. Византийски по произход са патерите, обозначени с № 15 и 16. Пречупената форма на ритона се среща само във варварските находки. Типът на канче № 19 е характерен за сасанидското изкуство. Формите на купите с № 22 и 23 е срещан в култури в Европа и Азия.

### Украса
Подобно на формата на експонатите, украсата им произхожда от различни култури. Понякога в един и същ съд се съчетават мотиви и изображения с разнороден характер.
- Митологични образи

Богато украсени с такива мотиви са 2 от съдовете. На кана № 2, в 4 кръга, образувани от преплитащ се орнамент, са изобразени 4 сцени. Първата представя тежко въоръжен конник, влачещ за косите пленник. С дясната си ръка е преметнал през рамо копие с двурого знаме. Облечен е в ризница, а на главата му има конусовиден шлем с 2 пера. Повечето български изследователи считат, че изображението представя български конник. Втората сцена изобразява ездач, възседнал същество с животинско тяло и човешка глава (антропоид). Той се е извърнал назад и стреля с лък по пантера. Никола Мавродинов вижда в тази сцена голямо сходство с митологичните мотиви по сандъка от Терачина, Италия, определян от него като произведение на старобългарското изкуство. Третата сцена изобразява грифон, който напада сърна. Последната сцена представя орел, сграбчил гола женска фигура. Първообраз на изображението е митът за превърналия се в орел Зевс, отвличащ Ганимед. Същият сюжет е разработен 2 пъти върху широките страни на кана № 7, където фигурата е мъжка: веднъж в дигнатите си нагоре ръце държи гирлянди с растителни орнаменти, а другия път – купа с вино, която поднася към човката на орела.
Изображения на митични същества има и в 6-те медальона, образувани от преплитащи се орнаменти в канче № 19. Те са с глави на пантера, лъв, орел, бик и 2 пъти на козел. Имат къси извити риби опашки. Подобни същества, както и грифони, са изобразени и по други съдове. За украсата на някои от експонатите е приложена техниката на клетъчен емайл. Използваната стъклена паста е с червеникавокафяв цвят.
- Орнаменти

В украсата на съдовете се срещат орнаменти, присъщи на различни художествени култури: християнски кръстове (дъната на някои от тасовете), рунически знаци, определяни като тюркски или прабългарски, копиевидни мотиви от сасанидското изкуство (шията на кана № 2), антични акантизувани палмети и розети, познати и от византийското изкуство.
- Надпис

Надписът на таса с № 21, с гръцки букви около кръст, е на прабългарски: BOYHΛA.ZOAΠAN.TECH.ΔYΓΕTOIΓH.BOYTAOYΛ. ZΩAΠAN.TAΓPOΓH.HTZIΓH.TAICH. Според разчитането на Никола Мавродинов (въз основа на Томсен) той гласи: „Боил Зоапан направи този тас. Бутаул Зоапан го закачи (подари) за пиене“.